# Edward Knollys, 2. Viscount Knollys
Edward George William Tyrwhitt Knollys, 2. Viscount Knollys, GCMG, MBE, DFC (* 16. Januar 1895; † 3. Dezember 1966) war ein britischer Peer, Offizier, Wirtschaftsmanager und Politiker. Er fungierte ferner zwischen 1941 und 1943 als Gouverneur von Bermuda.

## Leben
Knollys war der Sohn von Francis Knollys, 1. Viscount Knollys (1837–1924), der von 1901 bis 1913 der Privatsekretär der Könige Eduard VII. und Georg V. war, und dessen Ehefrau Arden Mary Tyrwhitt (1860–1922), eine Tochter von Sir Henry Thomas Tyrwhitt, 3. Baronet (1824–1894). Er war von 1904 bis 1910 Ehrenpage (Page of Honour) von König Eduard VII. sowie zwischen 1910 und 1912 von König Georg V. und absolvierte nach dem Besuch der renommierten 1572 gegründeten Harrow School ein Studium am New College der University of Oxford. Während des Ersten Weltkrieges trat er zunächst in das London Regiment der Territorialarmee ein und wechselte später zur Royal Air Force. Er wurde zuletzt in den Rang eines Captain befördert. Für seine militärischen Verdienste wurde er als Member des Order of the British Empire (MBE) sowie mit dem Distinguished Flying Cross (DFC) und dem französische Croix de guerre ausgezeichnet.
Nach Kriegsende wurde Knollys Direktor der Barclays Bank und erbte beim Tod seines Vaters am 15. August 1924 dessen Adelstitel als 2. Viscount Knollys, of Caversham in the County of Oxford, und 2. Baron Knollys, of Caversham in the County of Oxford, und wurde dadurch auf Lebenszeit Mitglied des House of Lords. Am 12. September 1941 wurde er zudem als Knight Commander des Order of St Michael and St George (KCMG) ausgezeichnet.
Am 4. Oktober 1941 übernahm Edward Knollys, 2. Viscount Knollys, von Generalleutnant Sir Denis John Charles Kirwan Bernard das Amt als Gouverneur von Bermuda. Er war zugleich Oberkommandierender der dortigen britischen Truppen (Commander-in-Chief, Bermuda Garrison) und bekleidete diese Funktionen bis 1943, woraufhin Sir David George Brownlow Cecil ihn am 24. August 1943 ablöste.
Nach seiner Rückkehr wechselte er in die Wirtschaft und war zwischen 1943 und 1947 Vorstandsvorsitzender der Fluggesellschaft British Overseas Airways Corporation (BAOC) sowie von 1951 bis 1952 Vertreter des Vereinigten Königreichs bei der Internationalen Materialkonferenz in Washington, D.C. und erhielt für seine dortigen Verdienste im Rahmen der Birthday Honours am 5. Juni 1952 zum Knight Grand Cross des Order of St Michael and St George (GCMG) erhoben. Er war des Weiteren von 1956 bis 1962 Vorstandsvorsitzender des Maschinenbau- und Rüstungskonzerns Vickers sowie 1960 Vorstandsvorsitzender der Haftpflichtversicherungsgesellschaft der Arbeitgeber (Employer’s Liability Assurance Corporation).
Am 11. Oktober 1928 heiratete Viscount Knollys Margaret Mary Josephine Coats († 1987), Tochter des ehemaligen Mitglieds des House of Commons Sir Stuart Auchincloss Coats, 2. Baronet (1868–1959) und der Jane Muir Greenlees († 1958). Aus dieser Ehe ging die Tochter Ardyne Mary Knollys (* 1929) sowie der Sohn David Francis Dudley Knollys (1931–2023) hervor, der bei seinem Tod am 3. Dezember 1966 die Titel als 3. Viscount Knollys und 3. Baron Knollys erbte.